# Mixcoatlus barbouri
Mixcoatlus barbouri là một loài rắn trong họ Rắn lục. Loài này được Dunn mô tả khoa học đầu tiên năm 1919.